# فالنتينو بيلوكي
فالنتينو بيلوكي (بالإيطالية: Valentino Bellucci)‏ هو فيلسوف إيطالي، ولد في 1975 في فاينهايم في ألمانيا.